# بخش موکشانسکی
بخش موکشانسکی (به لاتین: Mokshansky District) یک منطقهٔ مسکونی در روسیه است که در استان پنزا واقع شده‌است.